# Seniv, Jîdaciv
Seniv (în ucraineană Сенів, în germană Mühlbach) este un sat în comuna Sokolivka din raionul Jîdaciv, regiunea Liov, Ucraina. Satul a fost locuit de germanii galițieni.

## Demografie
Componența lingvistică a localității Seniv
     Ucraineană (100%)
Conform recensământului din 2001, toată populația localității Seniv era vorbitoare de ucraineană (100%).